# Európai Egyesült Államok

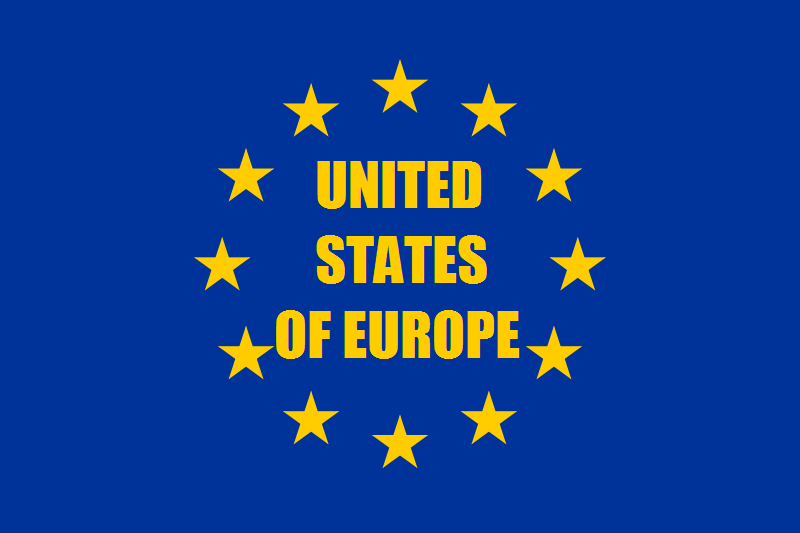
Az Európai Egyesült Államok (elképzelt) zászlaja

Az Európai Egyesült Államok az európai államok egy elképzelt, jövőbeli politikai egyesülésének adott név. A név hasonló az Amerikai Egyesült Államokéhoz, mert többnyire az USA-val vont analógia alapján képzelik el a megvalósulását. A ma meglévő európai nemzetállamok politikai státusza az elképzelt szoros integrációban le lenne fokozva körülbelül olyan szintre, mint ahol jelenleg az USA-ban a tagállamok vannak, és ezzel elveszítenék a nemzeti önállóságukat és függetlenségük jó részét. Ezért ezt a kifejezést az európai integráció euroszkeptikus ellenfelei gyakran pejoratív értelemben használják. Annak ellenére, hogy az USA nemzetközi jogi értelemben föderáció, az Európai Egyesült Államok alatt gyakran a jelenlegi nemzetállamok konföderációját is értik. Ugyanakkor a legtöbb euroszkeptikus számára még a konföderáció is elfogadhatatlan.

## Egyre szorosabb unió
Napjainkban az Európai Unió szuverén államok társulása, annak érdekében, hogy elősegítse a közös célok elérését.
Az EU számos közös rendelkezéssel és szervezettel rendelkezik, amelyekkel alkalmanként az egyes tagállamokat felülbírálhatja. Ilyen például az Európai Bizottság, az Európai Tanács. Van közös pénz, amit 19 tagállam kizárólagosan használ és további 1 fixen hozzá köti a valutáját az ERM II rendszer szerint. Nem hivatalosan számos EU-n kívüli terület is átvette.
Ugyanakkor az EU-nak nincs közös alkotmánya (2 tagállam visszautasította), kormánya, az e kormány által meghatározott közös külpolitikája, egy közös adóhivatala által begyűjtött közös adórendszere, és az európai hadsereg sem létezik.

## Ötletek, elképzelések
Az utóbbi időben egyre többször került elő, ez az egyébként nem túl ismert téma, mind az európai mind a magyar közéletben. Legutóbb Gyurcsány Ferenc és Dobrev Klára DK-s politikusok fejezték ki támogatásukat egy általuk elképzelt Európai Egyesült Államokkal kapcsolatban. Konkrét elképzeléseket azonban azzal kapcsolatban, hogy miként lehetne az Európai Unió jelenlegi formáját egy Európai Egyesült Államokba önteni, mindmáig nem született semmilyen értekezés a közéletben.
Az egyetlen komolyabb tanulmány, amely a témában készült, Gräff Ferenc: A reform – Úton az Európai Egyesült Államok felé (2018) című könyve, amely részletesen leírja a szerző elképzelését az egységülés feltételeiről és lehetséges kivitelezéséről. Eszerint az európai közösségnek meg kell találnia rég elfeledett görög-római és zsidó-keresztény gyökereit, s ennek megfelelően alakítani identitását, amelynek elvesztése/elfeledése a szerző szerint az Európai Unió agóniájának legfőbb oka. Az európai identitás újra-felfedezése után pedig gyakorlati, politikai lépések következnek. Az egységesülés lépéseinek, a lehetséges tagok és forgatókönyvek számbavételének, egy új európai választási rendszer bevezetésének, valamint az új politikai rendszer keretében történő új európai intézmények felállításának részletes tárgyalása következik. Ennek keretében az Európai Parlament szélesebb hatáskört kap, az Európai Bizottság helyét az Európai Kormány (és Minisztériumok) foglalja el, illetve az Európai Tanács átalakul egy Európai Elnöki Tanáccsá, amely soraiból megválasztja az igen széles végrehajtói hatáskörökkel rendelkező Európai Egyesült Államok Elnökét. Az így felállt, megreformált és megszilárdult Európai Egyesült Államok pedig rengeteg fontos reformot hajt majd végre. Ilyen a gazdaság és pénzügy (beleértve az adózást) reformja, a már említett politikai rendszer reformja, s más kisebb-nagyobb reform elképzelések is ismertetésre kerülnek.
A szerző az első nagy fejezetet az identitás kérdésének, a második nagy fejezetet az egységesülés és a reformok részletes ismertetésének, valamint a harmadik nagy fejezetet pedig az Európai Egyesült Államok külpolitikájának hihetetlen részletes leírására szenteli. A világ politikai színpadának érdekes leírását több főbb külpolitikai irány követi. Ilyenek az európai kontinensre, Oroszországra, az Egyesült Államokra, Kínára és a Közel-Keletre vonatkozó stratégiai célok. Ennek összegzése nem egyszerű, ám azt el lehet mondani, hogy a szerző Kínát tartja az Európai Egyesült Államok legfőbb szövetségesének, míg az USA a legfőbb riválisa az európai és kínai érdekek érvényesítésének. Oroszország, Európa és Afrika annyiban játszanak szerepet, hogy felettük az Európai Egyesült Államok érvényesíté dominanciáját. Miután az Európai Egyesült Államok és Kína átvették az abszolút hatalmat az USA-tól a világpolitika színpadán, az ENSz helyett létrehoznák a Világszövetség nemzetközi intézményét.
A könyv kitér más számos univerzális kérdésre is, mint például a szociális rendszer reformjára (Garantált Állampolgári Alapjövedelem), a választójog újraértelmezésére, a keresztény egyház megreformálására (kimondottan a Katolikus Egyház "elszámoltatására"), a közös hadsereg megteremtésének részleteire, illetve az energiaellátás új alapokra történő helyezésére.

## A történelem tükrében

### Lev Davidovics Trockij
Az Európai Egyesült Államok eszméje meglepő módon már Trockijnál felmerült az 1917-es októberi forradalom idején:
"Egy európai föderatív köztársaságot - Európai Egyesült Államokat - kell létrehozni. A nemzeti önállóság ma már nem elég. A gazdasági fejlődés megköveteli az országhatárok eltörlését."

### Winston Churchill
Winston Churchill 1946. szeptember 19-én Zürichben beszédet mondott, melyben szorgalmazta az Európai Tanács létrehozását és a francia-német kibékülést. Az Európai Egyesült Államokat az ENSZ égisze alatt és laza szövetségként képzelte el.

### A 21. században
A 2010-es görög válság idején az euró vesztett értékéből. E válság kapcsán több gazdasági szakértő megállapította, hogy Európának politikailag is egyesülni kellene az Európai Egyesült Államokban, hogy megmeneküljön az euró.
Magyarországon a Demokratikus Koalició foglalta bele a 2019-es Európai Parlamenti választási programjába.

## Földrajzi kérdések
Minden valószínűség szerint az USE csak egy politikai egyesülés lenne, nem pedig földrajzi egyesülés (ország). 